# Apamea inverna
Apamea inverna là một loài bướm đêm trong họ Noctuidae.